# Zărand
Zărand est une commune du județ d'Arad en Transylvanie, Roumanie.
Attestée dès 1318, elle fut un important centre administratif : d'abord communauté territoriale valaque (Țara Zărandului : « Pays de Zarand »), elle donna son nom à un comitat de la principauté de Transylvanie, puis de la Hongrie, dont le chef-lieu fut Brad.